# Austrolebias carvalhoi
Austrolebias carvalhoi är en fiskart som först beskrevs av Myers, 1947.  Austrolebias carvalhoi ingår i släktet Austrolebias och familjen Rivulidae. Inga underarter finns listade.